# Gleđevci
Gleđevci (cyr. Глеђевци) – wieś w Bośni i Hercegowinie, w Republice Serbskiej, w gminie Ljubinje. W 2013 roku liczyła 2 mieszkańców.